# 艾登·奥布莱恩
艾登·安東尼·奧拜恩（英語：Aiden Anthony O'Brien，1993年10月4日—），是一名在英格蘭出生的愛爾蘭职业足球员，司職前鋒，現效力於英甲球會施鲁斯伯里並租借至英乙球隊吉林汉姆。曾為愛爾蘭國家足球隊上陣。

## 生平
奧拜恩出身米禾爾青訓系統，於2010年剛滿17歲與母會簽署首份職業球員合約。
2018年9月11日，首次為愛爾蘭打進國際賽入球，於弗羅茨瓦夫友誼賽對戰波蘭，結果兩隊1比1戰平。

## 外部連結
- 足球数据库：艾登·奧拜恩的球员统计数据
- Ireland stats （页面存档备份，存于） at UEFA
- Soccerway資料庫：艾登·奥布莱恩